# Magda Jóna
Magda Jóna (1934–1993) was een Hongaarse handbalspeelster die speelde voor Győri Vasas, Újpesti Gyapjú en Budapesti Spartacus SC. Zij speelde voor het eerst voor de nationale ploeg in 1956. Ze speelde tussen 1956 en 1966 in totaal 44 keer voor de nationale ploeg.
Op clubniveau won ze de Hongaarse Championship vijf keer (1959, 1963, 1964, 1965, 1967) en ze bereikte met haar club ook de finale van de European Champions Cup in 1965, waarin het team tekort kwam tegen HG København.
Met de nationale ploeg nam ze deel aan drie wereldkampioenschappen (1957, 1962, 1965). Ze wonnen het toernooi in 1965 en behaalde zilver in 1957.